# Liste de peintures de Léonard de Vinci

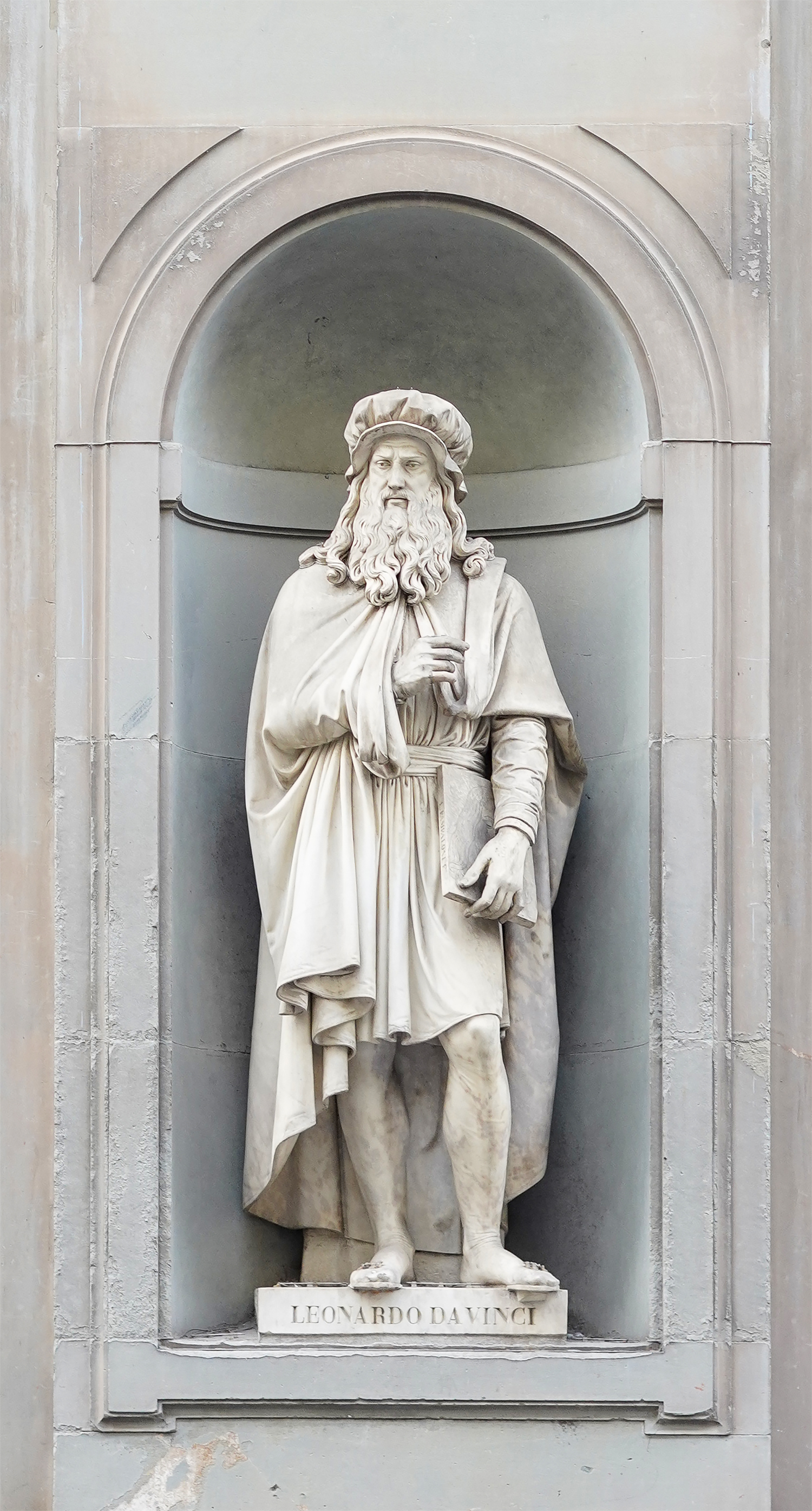
La statue de Léonard sur le Piazzale des Offices de Florence.

La liste des peintures de Léonard de Vinci est établie selon des attributions tenant compte des tendances générales d'experts. L'une des difficultés majeures réside dans le fait que les travaux « d'atelier » ne sont signés que par le propriétaire de l'atelier et qu'aucune œuvre de référence n'est signée par Léonard de Vinci.
Le musée du Louvre, qui conserve cinq ou six tableaux de Léonard (si l'on retient la petite Annonciation), en recense vingt-deux dans le monde de la main du maître.

## Œuvres existantes majeures de Léonard de Vinci
| Tableau | Titre                                                             | Date        | Dimensions                                                        | Notes | Lieu d’exposition                                     |
| ------- | ----------------------------------------------------------------- | ----------- | ----------------------------------------------------------------- | --- | ----------------------------------------------------- |
|         | Le Baptême du Christ                                              | 1472-1475   | Huile sur bois 177 × 151 cm                                       | Attribution à Verrocchio et Léonard Peinte par Andrea del Verrocchio avec deux anges sur la gauche réalisés par Léonard. Le tableau est une des premières peintures du peintre. Les écrits de Vasari sont confirmés par les études de Bode, Seidlitz et Guthman, acceptées par McCurdy, Wasserman et autres. | Galerie des Offices, Florence Italie                  |
|         | L'Annonciation                                                    | 1472 - 1475 | Huile sur panneau 98 × 217 cm                                     | Attribution à Léonard unanimement acceptée La peinture est considérée comme étant la première réalisée complètement par le maître. Le tableau a d'abord été attribué à Verrocchio jusqu'en 1869. L'attribution à Léonard a été proposée par Liphhart et acceptée par Bode, Lubke, Muller-Walde, Berenson, Clark, Goldscheider. | Galerie des Offices, Florence Italie                  |
|         | Ginevra de' Benci                                                 | vers 1476   | Huile sur bois 38 × 37,6 cm                                       | Attribution à Léonard La peinture a été proposée comme tableau de Léonard par Waagen en 1866 et approuvé par Bode. Malgré certaines réticences au début du XXe siècle les critiques éminents acceptent l'attribution. | National Gallery of Art (Washington, D.C.) États-Unis |
|         | La Madone à l'œillet                                              | 1478 - 1480 | Huile sur panneau 62 × 47,5 cm                                    | Attribution à Léonard généralement acceptée Le tableau comporte probablement quelques apports d'un artiste flamand. | Alte Pinakothek (Munich) Allemagne                    |
|         | Madonna Benois                                                    | 1478 - 1482 | Huile sur toile 49,5 × 33 cm                                      | Attribution à Léonard admise De nombreux critiques pensent que la peinture coïncide avec une madone mentionnée par Léonard en 1478. | Musée de l'Ermitage (Saint-Petersbourg) Russie        |
|         | Saint Jérôme                                                      | 1480 - 1482 | Tempera et huile sur panneau 103 × 75 cm                          | Attribution à Léonard. Tableau inachevé. | Musées du Vatican (Rome) Vatican                      |
|         | L'Adoration des mages                                             | 1481        | 246 × 243 cm                                                      | Attribution à Léonard Tableau inachevé. | Galerie des Offices (Florence) Italie                 |
|         | La Vierge aux rochers                                             | 1483 - 1486 | Huile sur bois (transférée sur canevas) 199 × 122 cm              | Attribution à Léonard. Considérée par les historiens comme la première des deux versions. | Musée du Louvre (Paris) France                        |
|         | La Dame à l'hermine                                               | 1488-1490   | Huile sur bois 54 × 39 cm                                         | Attribution à Léonard généralement acceptée La peinture a été attribuée à Léonard en 1889. L'attribution de Ginevra de' Benci à Léonard a conforté celle de cette peinture. Le personnage peint a été identifié comme Cecilia Gallerani. | Musée Czartoryski (Cracovie) Pologne                  |
|         | Madonna Litta                                                     | vers 1490   | Huile sur bois (transférée sur toile) 42 × 33 cm                  | Attribution désormais généralement rejetée, sauf par le musée qui la conserve. Peut-être une œuvre de Marco d'Oggiono ou Boltraffio. | Musée de l'Ermitage, Saint Pétersbourg Russie         |
|         | Portrait de musicien                                              | 1490        | Huile sur bois 45 × 32 cm                                         | Attribution généralement acceptée | Pinacothèque Ambrosienne, Milan Italie                |
|         | La Belle Ferronnière                                              | 1490 - 1496 | Huile sur bois 62 × 44 cm                                         | Attribution généralement acceptée | Musée du Louvre (Paris) France                        |
|         | La Cène                                                           | 1495 - 1498 | Huile sur plâtre 460 × 856 cm                                     | Attribution à Léonard | Santa Maria delle Grazie (Milan) Italie               |
|         | La Vierge aux rochers (deuxième version)                          | 1495 - 1508 | Huile sur bois 189,5 × 120 cm                                     | Attribuée à Léonard et Ambrogio de Predis Généralement sa datation est jugée postérieure à celle du Louvre avec la participation de De Predis et peut-être d'autres. Si la datation et la participation de Léonard sont de plus en plus l'objet de doutes, elle réutilise cependant le même carton que la version du Louvre (sans les modifications ultérieurement apportées par Léonard cependant), et la photographie infrarouge révèle un dessin de Léonard unanimement accepté. | National Gallery (Londres) Angleterre                 |
|         | Sala delle Asse                                                   | 1498 - 1499 | Fresques sur plafond                                              | Attribution à Léonard | Castello Sforzesco, Milan Italie                      |
|         | La Vierge, l'Enfant Jésus avec sainte Anne et saint Jean Baptiste | 1499 - 1500 | Pigments sur papier teinté 142 × 105 cm                           | Attribution à Léonard | National Gallery, Londres Angleterre                  |
|         | Portrait d'Isabelle d'Este                                        | 1499 - 1500 | Sanguine, fusain, pastel et pointe de métal sur papier 63 × 46 cm | Attribution à Léonard Des lettres documentent au moins deux dessins et 1501-06 plusieurs demandes d'exécution du portrait. | Louvre, Paris France                                  |
|         | La Madone aux fuseaux                                             | vers 1501   | Huile sur toile 50,2 × 36,4 cm                                    | Attribution à Léonard et aux Leonardeschi de son atelier Il existe deux versions peintes par Léonard de Vinci et son atelier : La Madone Lansdowne et La Madone Buccleuch. | Collection privée Écosse Collection privée États-Unis |
|         | La Joconde ou Portrait de Mona Lisa                               | 1503 - 1506 | Huile sur bois 77 × 53 cm                                         | Attribution à Léonard | Musée du Louvre (Paris) France                        |
|         | La Scapigliata (inachevé)                                         | 1508        | Pigments sur bois 24,7 × 21 cm                                    | Attribution à Léonard | Galerie nationale de Parme (Parme) Italie             |
|         | La Vierge, l'Enfant Jésus et sainte Anne                          | 1503 - 1519 | Huile sur bois 168 × 130 cm                                       | Attribution à Léonard | Musée du Louvre (Paris) France                        |
|         | Saint Jean Baptiste                                               | 1513 - 1516 | Huile sur bois 69 × 57 cm                                         | Attribution à Léonard généralement acceptée « Anonimo Gaddiano » a écrit que « Léonard a peint un Saint Jean ». Ce tableau est généralement considéré comme le dernier chef-d'œuvre de Léonard. | Musée du Louvre (Paris) France                        |

## Œuvres perdues
| Image                                                 | Details                  | Notes |
| ----------------------------------------------------- | ------------------------ | --- |
|                                                       | Méduse                   | Un travail juvénile décrit par Giorgio Vasari. |
| Copie de la Bataille d'Anghiari par Peter Paul Rubens | Bataille d'Anghiari 1505 | L'hypothèse selon laquelle les restes de la fresque de Léonard pouvaient se trouver dans le Hall du Salone dei Cinquecento du Palazzo Vecchio a été réfutée par Cecilia Frosinini après des recherches infructueuses. Voir aussi la Tavola Doria. - Peter Paul Rubens, Bataille d'Anghiari (peinture) de 54,2 × 63,7 cm. Musée du Louvre |
| Copie de Leda et le Cygne de Cesare Sesto             | Léda et le Cygne 1508    | Il existe neuf copies connues du tableau, perdu depuis l'inventaire du château de Fontainebleau en 1692, dont celles de : - Cesare Cesto, Leda et le Cygne (peinture). Huile sur bois, 69,5 × 73,7 cm. Wilton House, Wiltshire, Angleterre - Anonyme, Leda et le Cygne. Tempera sur bois, 115 × 86 cm. Galerie Borghese, Rome, Italie    |

## Œuvres contestées ou d'attribution récente
| Image                              | Détails                                                                                               | Attribution | Localisation |
| ---------------------------------- | --- | --- | --- |
| Tobie et l'Ange                    | Tobie et l'Ange 1470–1480 Tempera sur bois 83,6 × 66 cm                                               | Verrochio et son atelier (avec Léonard ?) Une peinture de Verrocchio contemporaine à Léonard était dans son atelier. Martin Kemp suggère que Léonard a pu participer à ce travail (probablement à la réalisation du poisson). David Alan Brown de la National Gallery de Washington, lui attribue la peinture du chien. Wilhelm Suida, David Allan Brown, Pietro. C. Marani, lui attribuent la réalisation du chien et du poisson.   | National Gallery, Londres Angleterre                                                                            |
| Madone Dreyfus                     | La Madone Dreyfus vers 1475–1480 Huile sur bois 15.7 × 12.8 cm                                        | Contesté Désormais, le consensus parmi les experts penche pour une attriubtion à Lorenzo di Credi. D'autres historiens comme Shearman et Morelli attribuent le travail à Verrocchio. Daniel Arasse considère cette peinture comme une œuvre de jeunesse de Léonard. | National Gallery of Art, Washington D.C. États-Unis                                                             |
| Les saints Enfants s'embrassant    | Les saints Enfants s'embrassant vers 1486–1490                                                        | Diverses versions dans des collections privées. Ce travail est à relier à La Vierge aux rochers. | |
| Vierge et Enfant avec Saint Joseph | Vierge et Enfant avec Saint Joseph (Adoration of the Christ Child) Tempera sur panneau Diamètre 87 cm | D'abord attribuée à Fra Bartolomeo. Après une récente restauration l'attribution à Léonard est motivée par la présence d'une empreinte digitale similaire à celle qui apparaît dans La Dame à l'Hermine. | Galerie Borghese, Rome Italie                                                                                   |
| Marie Madeleine                    | Marie Madeleine                                                                                       | Attribué en 2007 à Léonard par Carlo Pedretti. Il était auparavant considéré comme une peinture de Giampietrino qui a peint diverses Madeleines similaires L'attribution de Carlo Pedretti est contestée par d'autres chercheurs comme Carlo Bertelli, (directeur de la Pinacothèque de Brera à Milan ), qui dit que la peinture n'est pas de Léonard et que le personnage pourrait être une Lucrèce à qui l'on a retiré le couteau. | Suisse |
|                                    | Bacchus ou Saint Jean Baptiste 1510 - 1515 177 × 115 cm                                               | Attribution contestée Généralement considéré comme un travail effectué par des élèves de Léonard, résultant de la copie d'un dessin. | Musée du Louvre (Paris) France                                                                                  |
|                                    | Salvator Mundi 1506–1513 45,4 × 65,6 cm                                                               | Le tableau est décrit par Vasari. Attribué actuellement soit à Léonard, soit à Bernardino Luini par Carmen Bambach. | Propriété de Mohammed ben Salmane Al Saoud Arabie saoudite. Le tableau devrait être exposé au Louvre Abou Dabi. |
|                                    | La Belle Princesse XVe siècle Pigments et huile sur vélin 33 × 24 cm                                  | La Bella Principessa est un portrait daté du XVe siècle ou du début du XXe siècle de Bianca Sforza attribué par certains experts à Léonard de Vinci mais il est aujourd'hui controversé, depuis la publication d'un article du New Yorker concernant les méthodes de Paul Biro et des suspicions de fraude,. De nouvelles analyses tendent à démontrer qu'il s'agit d'une œuvre autographe de Léonard.                               | Collection particulière                                                                                         |
|                                    | Mona Lisa d'Isleworth Entre 1503 et 1506 Huile sur toile 86 × 64,5 cm                                 | Attribution avancée notamment par une récente expertise considérant Léonard comme pouvant en être l'auteur, mais jamais prise en considération dans les ouvrages traitant de Léonard. | Collection particulière Lausanne Suisse                                                                         |
|                                    | La Madone de Laroque 1480-1500 Tempera sur toile de lin sur bois 48 × 59 cm                           | Attribution avancée par certains, mais jamais prise en considération dans les ouvrages traitant de Léonard. | Collection particulière France                                                                                  |
|                                    | Portrait d'une femme de profil Tempera et huile sur bois 51 × 34 cm                                   | Généralement attribué à Giovanni Ambrogio de Predis, mais Kemp (2004) y voyait la main du maître, mais il ne l'inclut plus aujourd'hui puisqu'il ne figure pas dans son livre le plus récent, qui répertorie notamment toutes les peintures de Léonard. | Pinacoteca Ambrosiana Milan Italie                                                                              |
|                                    | Portrait d'homme Tempera sur bois 44 × 60 cm                                                          | Présenté comme un autoportrait possible de Léonard par le conservateur du musée qui le possède, mais jamais pris en considération dans les ouvrages traitant de Léonard,. | Museo delle Antiche Genti di Lucania Vaglio Basilicata Italie                                                   |

## Sources
- (en) Cet article est partiellement ou en totalité issu de l’article de Wikipédia en anglais intitulé « List of works by Leonardo da Vinci » (voir la liste des auteurs).